# Rdeči Breg, Podvelka
Rdeči Breg este o localitate din comuna Podvelka, Slovenia, cu o populație de 99 de locuitori.